# 亨利二世 (那慕爾)
亨利二世（法語：Henri II de Courtenay-Namur，1206年—1229年），那慕爾侯爵，1226年至1229年在位。
菲利普二世終生未婚，於1226年參與阿爾比十字軍時戰死。他的弟弟亨利二世繼位為那慕爾侯爵。
亨利二世是拉丁帝國皇帝庫爾特尼的皮埃爾二世與佛蘭德的約蘭達的第三子。1226年，他的長兄那慕爾侯爵菲利普二世在參與阿爾比十字軍時戰死，無嗣而終，此時他的二哥羅貝爾已是拉丁帝國的皇帝，亨利二世繼承那慕爾侯爵的頭銜。當時，亨利二世在法國，接受庫西領主昂蓋朗三世的監護。
1228年，二哥羅貝爾去世，亨利二世放棄拉丁帝國皇帝頭銜，由其弟，其弟弟鮑德溫繼位為皇帝。
一年後，即1229年，亨利二世去世享年約23歲，無子嗣。他的姊姊瑪格麗特繼承那慕爾侯爵的頭銜，瑪格麗特嫁給菲安登伯爵亨利一世。